# Кубок Ліхтенштейну з футболу 1950—1951
Кубок Ліхтенштейну з футболу 1950—1951 — 6-й розіграш кубкового футбольного турніру в Ліхтенштейні. Титул здобув Трізен.

## Попередній раунд
Вільний від матчів Вадуц.
| Команда 1 | Рахунок | Команда 2   |
| --------- | ------- | ----------- |
| Трізен    | 10–0    | Бальцерс II |
| Шан       | 4–3     | Трізен II   |
| Шан II    | 0–3     | Бальцерс    |

## 1/2 фіналу
| Команда 1 | Рахунок | Команда 2 |
| --------- | ------- | --------- |
| Бальцерс  | 2–3     | Трізен    |
| Шан       | 0–5     | Вадуц     |

## Фінал
| 16 вересня 1951 |

| Трізен | 3–1 | Вадуц |
| ------ | --- | ----- |
|        |     |       |

| Трізен |